# Visegrádi János
Visegrádi János (Léva, 1880. július 15. – Sátoraljaújhely, 1956. április 30.) piarista áldozópap és tanár, régész.

## Élete
Iskoláit Léván és Kecskeméten végezte, 1898-ban belépett a piarista rendbe, 1901. június 22-én a kecskeméti római katolikus főgimnáziumban érettségi bizonyítványt szerzett. Egyetemi és teológiai tanulmányait Budapesten végezte, történelem és földrajz tárgyból tanári oklevelet és doktori címet szerzett. 1905-ben pappá szentelték. Sátoraljaújhelyen tanított, hat évet a gimnáziumban és 29 évet a felsőkereskedelmi iskolában. 1940-ben nyugdíjaztatta magát. A zempléni és a hévmagyarádi lelőhely kutatója volt. Munkája során báró Miske Kálmán ősrégész kereste vele a kapcsolatot az általa talált festett cserépedénnyel kapcsolatban.
Munkatársa volt a zempléni hírlapoknak. Cikkei jelentek meg az Archaeologiai Értesítőben (1907, 1908, 1910) és a Sátoralja-újhelyi Értesítőben.

## Művei
- 1906 Három kirándulásunk a zempléni Szigethegységbe. Sátoralja-újhelyi Értesítő.
- 1907 Festett cserépedény a Sátoralja-Ujhelyi őstelepről. Arch. Ért. 27, 279-287.
- 1907 Ősrégészeti kirándulások. Sátoralja-újhelyi Értesítő, 97-113.
- 1908 Zemplén vármegye déli részének műemlékei. Sátoralja-újhelyi Értesítő.
- 1909 Zemplénvármegyei czéhlevelek. Sátoralja-újhelyi Értesítő.
- 1909 A podolini piarista rendház története (1642-1702). Budapest.
- 1909-1910 Wesselényi Ferenc levelei 1646–1664. In: Dongó Gyárfás Géza (szerk.): Adalékok Zemplén vármegye történetéhez. Sátoraljaújhely, 1909, 292-301; 1910, 33-64, 134-149.
- 1910 A kegyesrendiek sátoralja-újhelyi házikönyvtárának ismertetése. Sátoralja-újhelyi Értesítő.
- 1911 A magyarádi őstelep. Múzeumi és könyvtári értesítő 5, 30-39.
- 1912 A sátoraljai őstelep. Arch. Ért. 32, 244-261.
- Egyházi ötvösművek Zemplén vármegyéből. Múzeumi és Könyvtári Értesítő III, 1.